# Secador de manos

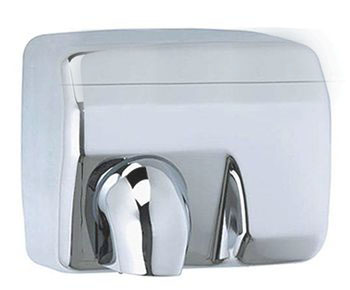
Secador de manos clásico.

El secador de manos (a veces simplemente secador) o secamanos es un dispositivo eléctrico que se encuentra frecuentemente en baños de uso común, como estaciones de servicio, universidades, oficinas, etc. Pueden operar con el uso de un botón de activación o mediante un sensor infrarrojo de movimiento que desencadena su activación automática. Este artefacto funciona de la misma manera que una estufa, expulsando aire caliente a las manos de quien lo activa.El secador de manos tiene las siguientes ventajas:
-Eviten el contacto con otras superficies entre el lavado y secado.
-Estos aparatos se alimentan de la corriente eléctrica y se empotran a la pared, lo que ayuda a ahorrar espacio.

## Funcionamiento
Los secadores de manos tienen un funcionamiento bastante sencillo, constan de ventilador centrífugo (formado por un rodete y un motor eléctrico), además de una resistencia eléctrica. Esta resistencia está formada por un hilo de aleación de níquel y cromo enrollado en forma de espiral. Cuando se conecta  a la corriente eléctrica se calienta y genera calor. Luego el motor hace girar el rodete y este desprende un chorro de aire que sale del secador.

## Higiene

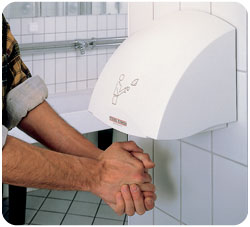
Secador de manos baño público.

Hasta la fecha ningún estudio ha tenido en cuenta que los secadores de manos contienen un generador de plasma frío. El plasma frío, el cuarto estado de la materia, separa las moléculas de agua de la humedad del ambiente y de las manos generando iones hidroxilo. Estos absorben los átomos de hidrógeno de posibles patógenos lo que resulta en su destrucción. Los resultados del método ASTM Internacional modificado, es decir el test E1153 el cual es el método recomendado para estimar la eficacia de sanitizadores para superficies de contacto conducida por los laboratorios ATL de EE. UU., los cuales son una entidad aprobada por la FDA mostró que los patógenos MRSA salmonela e influenza fueron reducidos en un 99,6% luego de ser expuestos al secador de manos en piel in vitro.
En 2008 se publicó un estudio conducido por la Universidad de Westminster. Dicho estudio comparó los niveles de higiene ofrecidos por las toallas de papel, los secadores de manos de aire cálido, y los secadores de manos jet más modernos. Se encontró que luego de lavar, y secar las manos con el secador de manos de aire cálido el número total de bacterias aumentó en promedio un 194% en las yemas de los dedos y un 254% en las palmas de las manos. El secado con el dispositivo jet resultó en un aumento promedio del número total de bacterias del 42% en las yemas, y un 15% en las palmas. Por otro lado, el lavado y secado de las manos con toallas de papel redujo el número de bacterias totales: hasta 76% en las yemas y 77% en las palmas.
Los investigadores también condujeron pruebas para establecer si había potencial de contaminación cruzada entre los usuarios y el ambiente del baño como resultado del uso de los distintos métodos de secado. Se encontró que:
- El secador de manos tipo jet, el cual emite aire a velocidades de 640 km/h, era capaz de transportar microorganismos desde las manos del usuario y del aparato al ambiente circundante, potencialmente contaminando a otros del baño y el ambiente del baño a un radio de 2 metros.
- El uso de un secador de manos de aire cálido propagó microorganismos hasta una distancia de 0.25 metros del dispositivo
- Las toallas de papel no realizan propagación significativa de microorganismos

En 2005, en un estudio conducido por TÜV Produkt und Umwelt, se evaluaron distintos métodos de secado de manos. Se observaron los siguientes cambios en el recuento de bacterias luego del secado de manos:
| Método de secado         | Efecto en el recuento bacteriano |
| ------------------------ | -------------------------------- |
| Toallas de papel         | Descenso del 24%                 |
| Secador de aire caliente | Aumento del 117%                 |

## Recepción
Investigaciones conducidas en 2008 indicó que los consumidores europeas prefieren significativamente las toallas de papel por sobre los secadores de manos. El 63% de quienes respondieron establecieron a las tollas de papel cómo su método predilecto de secado de manos, mientras que solo el 28% eligió al secador de manos. En cuanto a la rapidez del secado las toallas de papel también se vieron favorecidas: el 68% consideró que eran más veloces que los secadores eléctricos, mientras que el 14% estimó lo contrario. Tomando en cuenta la higiene provista por los distintos métodos para secado de manos en baños públicos, los encuestados juzgaron a las toallas de papel cómo la manera más higiénica (53% vs 44%)

## Desarrollo

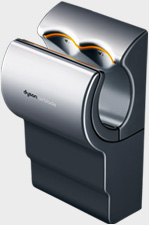
Secador de manos moderno.

El primer secador de manos fue patentado en 1921 por R.B. Hibbard, D. J. Watrous y J.G. Bassett para la Airdry Corporation de Groton New York. Esta máquina era vendida cómo una unidad para ser empotrada o de piso independiente, la cual consistía de un soplador invertido (parecido a un secador de pelo de mano) controlado por un pedal en el piso. Conocidas como Airdry The Electric Towel, estas unidades eran utilizados en baños, barberías y fábricas. Airdry Corporation se desplazó a Chicago y San Francisco en 1924 para centralizar su distribución.
Posteriormente, el secador de manos fue popularizado en 1948 por George Clemens. En 1993, Mitsubishi Electric introdujo un nuevo tipo de secador de manos que emitía flujos de aire a ambos lados de las manos, empujando el agua fuera de las manos en vez de evaporarla.

## Costos
Los secadores de manos han sido populares industrialmente por su aparente bajo costo. Según los fabricantes, los secadores de manos pueden reducir los costos hasta un 99,5% (por ejemplo una compañía puede gastar $2340.00 USD anuales en toallas de papel, mientras que con un secador de manos el gasto baja a tan solo 14.00 USD anuales - esto variará de acuerdo al costo de las toallas de papel y de la electricidad). Los secadores de mano requieren de muy poco mantenimiento comparados con las toallas de papel, las cuales deben ser reemplazadas continuamente.
Un beneficio añadido es la eliminación del gasto de papel. Los secadores de manos representan una inversión inicial más grande, por lo tanto las personas responsables de la Facility Managment deben hacer un análisis de costos muy cuidadoso para determinar si la compra de estos artefactos vale la pena. 
Los costos siempre son relativos al precio del kWh al cual el establecimiento está sujeto. En el Reino Unido esto normalmente va de los 10 a 12 peniques de Libra Esterlina. La única manera de comparar los costos de forma correcta es calcular el consumo de energía y dividirlo por el número de usos que puede tener el secador sin interrupción en una hora. El secador de manos más eficiente del mundo consume solo 1 Watt-hora por uso.
De todas maneras, los precios a lo largo del mundo no varían mucho. En Chile un secador de manos de última tecnología puede llegar a costar $79.990 CLP, según el catálogo de una empresa nacional de 2015 (Sodimac).

## Medio Ambiente
Debido a la reducción de producción de basura y deshechos en comparación con las toallas de papel, las cuales no pueden ser recicladas, los secadores de manos también se estiman como mejores para el medio ambiente. Otro estudio muestra que mientras que la mayoría del impacto medioambiental de un secador de manos ocurre durante su uso, el impacto medioambiental de las toallas de papel ocurre predominantemente en la producción del material y las etapas de manufactura.
Se estima que en el primer año los secadores de mano usan 5% menos energía que las toallas de papel, y dentro de los próximos 5 años el gasto relativo a las toallas de papel disminuye en 20%. Un estudio de World Dryer de 102 secadores de manos instalados en escuelas públicas  en Topeka, Kansas encontró que el ahorro anual es de 34,5 toneladas de desechos sólidos, 690.000 galones de agua y 580 árboles; otro estudio de World Dryer de 153 secadores de manos en la capital del estado de Iowa mostró un ahorro anual de 10,5 toneladas de desechos sólidos y 176 árboles. Sin embargo un estudio realizado en los Países Bajos publicado en marzo de 1995 indicó que paridad medioambiental entre los secadores de manos y las toallas de manos. Cabe mencionar que debido a la antigüedad de este estudio esta afirmación puede haber perdido veracidad.